# Gymnura australis
Gymnura australis  (лат.) — вид рода скатов-бабочек семейства гимнуровых отряда хвостоколообразных. Эти скаты обитают в тропических водах Индийского и Тихого океана у побережья Австралии. Ведут донный образ жизни, встречаются на глубине до 50 м. Грудные плавники скатов-бабочек образуют диск, ширина которого намного превосходит длину. Окраска дорсальной поверхности диска коричневатого цвета с многочисленными светлыми и тёмными пятнышками. Позади глаз расположены брызгальца Максимальная ширина диска 73 см. Эти скаты питаются костистыми рыбами и беспозвоночными. Размножение происходит путём яйцеживорождения. Эмбрионы развиваются в утробе матери, питаясь желтком и гистотрофом. Представляют незначительный интерес для коммерческого промысла.

## Таксономия
Впервые новый вид был описан в 1886 году как Pteroplatea australis. Вид назван по месту обитания. Голотип представляет собой взрослого самца с размахом «крыльев» 58,9 см, пойманного в 1905 году у берегов Нового Южного Уэльса (32°15′ ю. ш. 152°35′ в. д.).

## Ареал
Gymnura australis обитают в западной части Тихого океана и в восточной части Индийского океана у северного и восточного побережья Австралии (Квинсленд, Новый Южный Уэльс, Северные Территории, Западная Австралия), а также в южных водах Папуа-Новая Гвинея. Данные о присутствии этого вида скатов у берегов Индонезии требуют дальнейшего подтверждения. Они встречаются на мелководье от зоны прибоя до глубины 50 м.

## Описание
Грудные плавники скатов-бабочек вытянуты в виде широких «крыльев», превосходящие длину почти в 1,5 раза. Они сливаются, образуя ромбовидный диск. Рыло короткое и широкое с притуплённым кончиком. Позади глаз имеются брызгальца. На вентральной стороне диска расположены довольно крупный изогнутый рот, ноздри и 5 пар жаберных щелей. Между ноздрями пролегает кожаный лоскут. Зубы мелкие, узкие и заострённые. Брюшные плавники маленькие и закруглённые.
Хвост нитевидный. Хвостовой, анальный и спинные плавники отсутствуют. На конце хвостового стебля имеются дорсальный и вентральный гребни, а у основания иногда бывают 1 или 2 шипа. Окраска дорсальной поверхности диска коричневатого цвета с многочисленными тёмными и светлыми пятнышками. Максимальная зарегистрированная длина 56 см, а ширина диска 73 см.

## Биология
Подобно прочим хвостоколообразным скаты-бабочки размножаются яйцеживорождением. Эмбрионы развиваются в утробе матери, питаясь желтком и гистотрофом. У самок один функциональный яичник и две матки. Скаты-бабочки используют шип, расположенный на хвостовом стебле для защиты. Основную часть рациона составляют костистые рыбы. Самцы и самки достигают половой зрелости при ширине диска 37,7 см и 44,6 см.

## Взаимодействие с человеком
Эти скаты представляют незначительный интерес для коммерческого рыболовства, их мясо съедобно. Иногда они попадаются в качестве прилова при коммерческом промысле креветок. Использование устройств, предотвращающих попадание в траловые сети морских черепах сокращает и прилов скатов. В Арафурском море, вероятно, их добывают в большом количестве. Международный союз охраны природы присвоил этому виду статус «Вызывающий наименьшие опасения»